# Säckebäck
Säckebäck är en ort i Orusts kommun i Stala socken i Bohuslän. Den klassades som småort av SCB år 2000.